# Adam Ndlovu
Adam Ndlovu (26 de junho de 1970 - Victoria Falls, 16 de dezembro de 2012) foi um futebolista zimbabuano que atuou como meio-campista. Era irmão mais velho do também atacante Peter Ndlovu.

## Carreira
Iniciou sua carreira no Highlanders, em 1992, e dois anos depois iniciou uma fase de sete temporadas no futebol suíço, onde defendeu Kriens, SR Delémont e FC Zürich antes de retornar ao Highlanders, ainda em 2001.
Após passagem razoável pelo Moroka Swallows, Adam Ndlovu encerrou sua carreira em 2005, depois de passar despercebido por Dynamos e Free State Stars.

## Seleção
Entre 1992 e 2004, Adam disputou 14 partidas pela Seleção do Zimbábue, marcando quatro gols. Foi convocado para a Copa das Nações Africanas de 2004, já em fase final de carreira, disputando dois jogos.

## Morte
Em 16 de dezembro de 2012, Adam e Peter Ndlovu saíram do Aeroporto de Victoria Falls, e durante o trajeto um pneu do carro, um BMW X5, estourou, provocando um acidente. Adam morreu na hora, enquanto Peter, em estado grave, chegou a ser internado em estado de coma, mas conseguiu escapar.